# Pedro Javier Torres
Pedro Javier Torres Aliaga (ur. 31 grudnia 1960 w Córdobie) – argentyński duchowny katolicki, biskup pomocniczy Córdoby w latach 2013–2022, biskup Rafaela od 2022.

## Życiorys
Święcenia kapłańskie przyjął 6 grudnia 1984 z rąk kardynała Raúla Primatesty i został inkardynowany do archidiecezji Córdoba. Pracował głównie jako wykładowca seminarium oraz jako duszpasterz parafialny.
16 listopada 2013 papież Franciszek mianował go biskupem pomocniczym archidiecezji Córdoba oraz biskupem tytularnym Castellum in Numidia. Sakry udzielił mu 27 grudnia 2013 metropolita Córdoby – arcybiskup Carlos Ñáñez.
11 listopada 2022 papież Franciszek mianował go biskupem diecezji Rafaela.